# Helmer Andersson
Carl Helmer Andersson, född 8 september 2001, är en svensk fotbollsspelare som spelar för Öre BoIS. Han är son till Thomas Andersson.

## Karriär
Anderssons moderklubb är Östra Almby FK.
I januari 2018 skrev Andersson på sitt första kontrakt med Örebro SK fram till 2020. I december 2018 flyttades han upp i A-laget. Andersson gjorde allsvensk debut den 20 juli 2019 i en 4–0-vinst över Falkenbergs FF, där han blev inbytt i den 86:e minuten mot Michael Almebäck.
I juli 2020 lånades Andersson ut till division 1-klubben Karlslunds IF. I februari 2021 förlängde han sitt kontrakt i Örebro och blev samtidigt på nytt utlånad till Karlslunds IF. I januari 2022 gick Andersson på en permanent övergång till Karlslunds IF.